# Jeannetteön

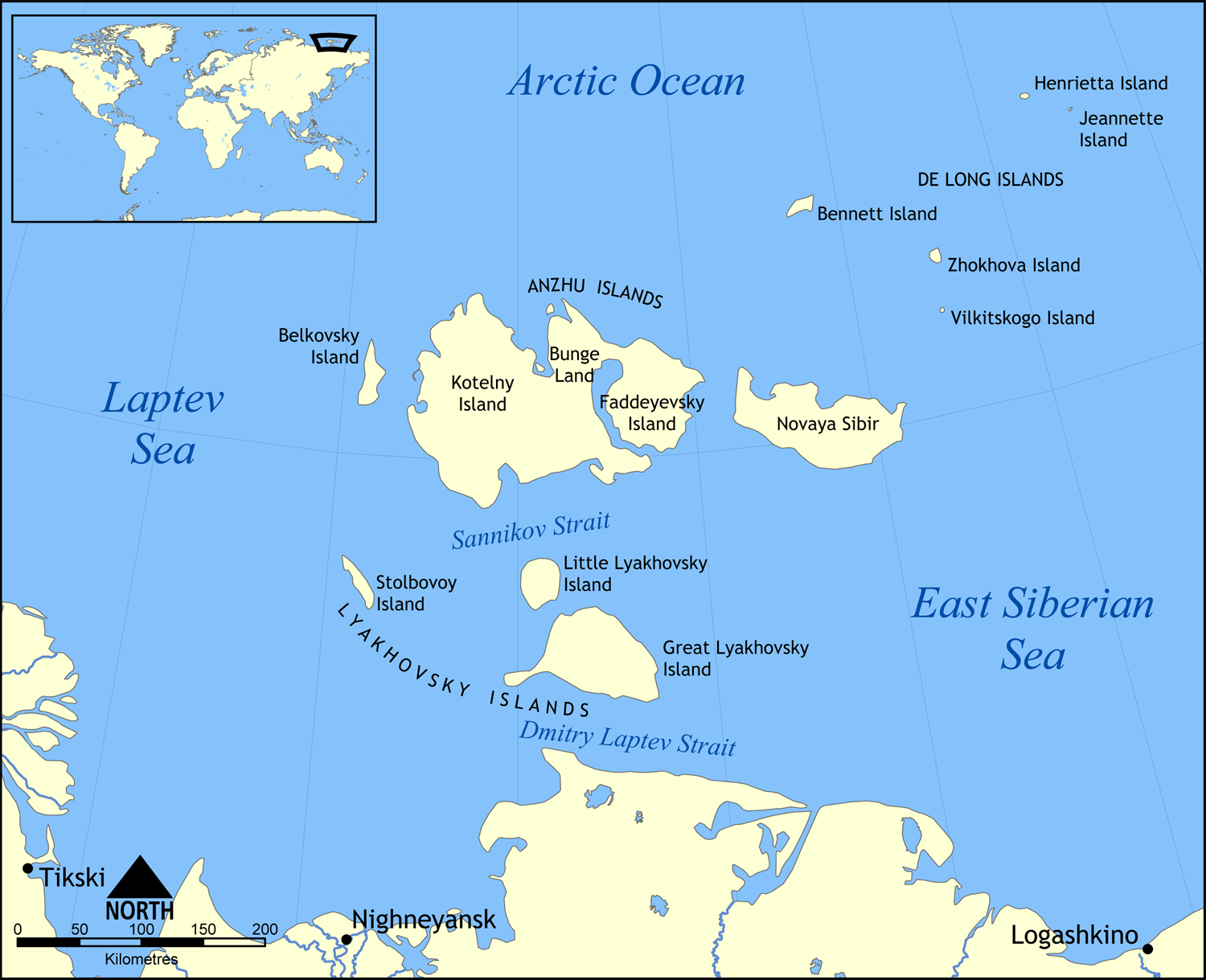
Lägeskarta.

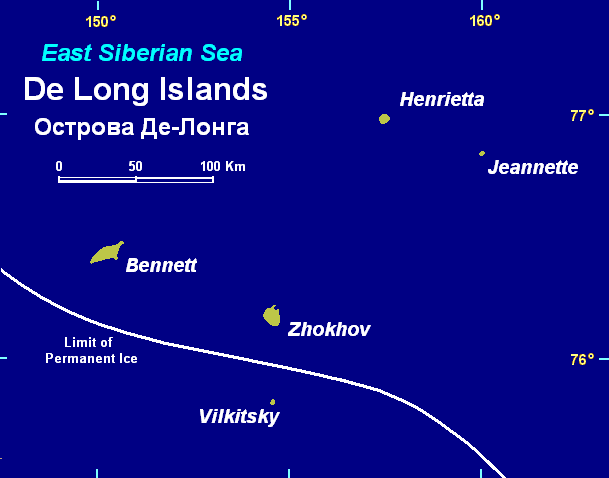
Områdeskarta.

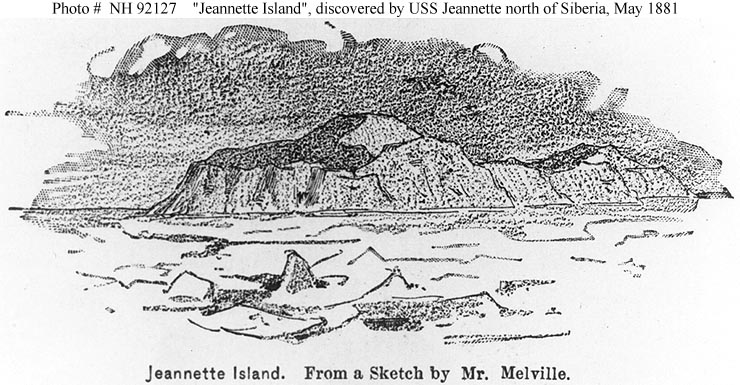
Teckning över ön (1881).

Jeannetteön (jakutiska: Жаннетта арыыта Zhannetta Aryyta, ryska: Остров Жанне́тты Ostrov Zjannetty) är en rysk ö i ögruppen Nysibiriska öarna bland Rysslands arktiska öar i Norra ishavet.

## Geografi
Jeannetteön är den östligaste ön i ögruppen De Longöarna och ligger cirka 45 km sydöst om Henriettaön och cirka 800 km nordöst om distriktets huvudort Tiksi utanför Sibiriens nordöstra kust mellan Laptevhavet i väst och Östsibiriska havet i öst. Ögruppen ligger cirka ligger ca 4 700 km nordöst om Moskva.
Den obebodda ön har en yta på cirka 3,53 km² och den högsta höjden är på cirka 351 m ö.h. Ön är cirka 3 km lång och cirka 1,5 km bred. Det råder arktiskt klimat i området och stora delar av ön är täckt av glaciärer.
Förvaltningsmässigt utgör området en del rajon (distrikt) Bulunski i delrepubliken (federationssubjekt) Sacha.

## Historia
Jeannetteön upptäcktes den 16 maj 1881 av besättningsmannen William Dunbar på forskningsfartyget "USS Jeannette" under George Washington DeLong expedition åren 1879 till 1881 i området. Ön namngavs efter expeditionens fartyg. Kort därefter förliste fartyget den 12 juni då det krossades av packis.
Åren 1886 och 1893 genomförde balttyske upptäcktsresande Eduard Toll och Alexander Bunge i rysk tjänst en forskningsresa till området.
1913 gjordes försök att kartlägga ön och Henriettaön under den ryska Arktisexpeditionen åren 1910-1915 under ledning av upptäcktsresande Boris Vilkitskij.
I september 2013 genomförde Polarforskningssekretariatet en geologisk expedition i området kring DeLongöarna.